# 花井絨毛介
花井絨毛介（学名：Hirsutoeythere hanaii）为粗面介科絨毛介屬下的一个种。